# Matías Almeyda
Matias Jesús Almeyda, né le 21 décembre 1973 à Azul, est un footballeur international argentin. Il a passé la majeure partie de sa carrière professionnelle en Italie. 

## Biographie

### Carrière de joueur

#### Historique
Matias Jesús Almeyda a dix-huit ans lorsqu'il fait ses débuts avec River Plate. Il débute en sélection nationale le 24 avril 1996 face à la Bolivie (3-1) et devient le concurrent de Diego Simeone. Remarqué par Camacho, il fait ses premiers pas en Europe en 1996 au Séville FC. Recruté par la Lazio Rome. Après trois ans dans la capitale italienne, il rejoint Parme en 2000 puis l'Inter Milan en 2002.
Il a participé à la Coupe du monde de football en 1998 et 2002 avec la sélection Albiceleste, ainsi qu'aux Jeux olympiques d'Atlanta en 1996.
Il arrête sa carrière professionnelle en 2005 puis reprend du service en signant un contrat avec le club norvégien du FK Lyn en janvier 2007. De nouveau en retraite, il signe pour une saison à Club Atlético River Plate.
Le 28 juin 2011, il devient le nouvel entraîneur de River Plate, un jour après la descente historique du club en Division 2, qui n'y avait jamais été relégué après 110 ans d'existence. Fin novembre 2012, il est remercié. Début avril 2013, il signe au CA Banfield.
Arrivé à la tête des Chivas Guadalajara, l'un des deux grands du football mexicain, à l'automne 2015, Matías Almeyda a transfiguré une équipe qui était alors menacée de descente pour en faire un candidat au titre. Fortement influencé par le discours de Marcelo Bielsa, qui en avait fait un incontournable de l'Albiceleste (1998-2002), "El Pelado" (le chauve) n'a jamais dévié de son credo.

#### Style de jeu
Physique et puissant, ses qualités défensives et sa rapidité de déplacement font de lui un milieu de terrain efficace. Infatigable récupérateur, il est également le premier contre-attaquant distillant un nombre important de ballons offensifs à ses partenaires.

### Carrière d'entraîneur
Matias Almeyda est nommé entraîneur des Earthquakes de San José le 9 octobre 2018. Il remplace Steve Ralston, qui était entraîneur par intérim. Il demeure en place un peu plus de trois saisons avant son éviction le 18 mars 2022, au début de sa quatrième campagne avec les Earthquakes.

## Palmarès
- Vainqueur de la Copa Libertadores en 1996
- Vainqueur de la Supercoupe de l'UEFA en 1999
- Vainqueur de la Coupe des Coupes en 1999
- Vainqueur de la Supercoupe d'Italie en 1998
- Vainqueur du Championnat d'Italie de football en 2000
- Vainqueur du Championnat d'Argentine de football en 1993 (Ouverture), 1994 (Ouverture) et 1996 (Ouverture).
- Vainqueur de la Coupe d'Italie de football en 1998 et en 2000
- Finaliste des Jeux olympiques d'été de 1996 avec l'Argentine